# Norman F. Cantor
Norman Frank Cantor, född den 19 november 1929 i Winnipeg, död den 18 september 2004, var en amerikansk medeltidshistoriker.
Cantor tog sin första examen från University of Manitoba 1951. Han flyttade samma år till USA och efter bl.a. ett år på ett Rhodes-stipendium i Oxford, avslutade han sin Ph.D. vid Princeton University 1957. Han undervisade senare vid Columbia University, Brandeis University, State University of New York i Binghamton, University of Chicago och slutligen, under tiden  1978-1999, vid New York University. 
Hans mest kända arbete, The Civilization of the Middle Ages kom ut första gången 1963 och därefter i flera nya upplagor. Bland övriga arbeten kan nämnas den historiografiska Inventing the Middle Ages (1991). Cantor var även redaktör för Encyclopedia of the Middle Ages (1999). 

### Webbkällor
- Wolfgang Saxon, "Norman F. Cantor, 74, a Noted Medievalist, Is Dead", New York Times 21 september 2004.
- Bibliografi (urval) (New York University)